# کنابنشیسن

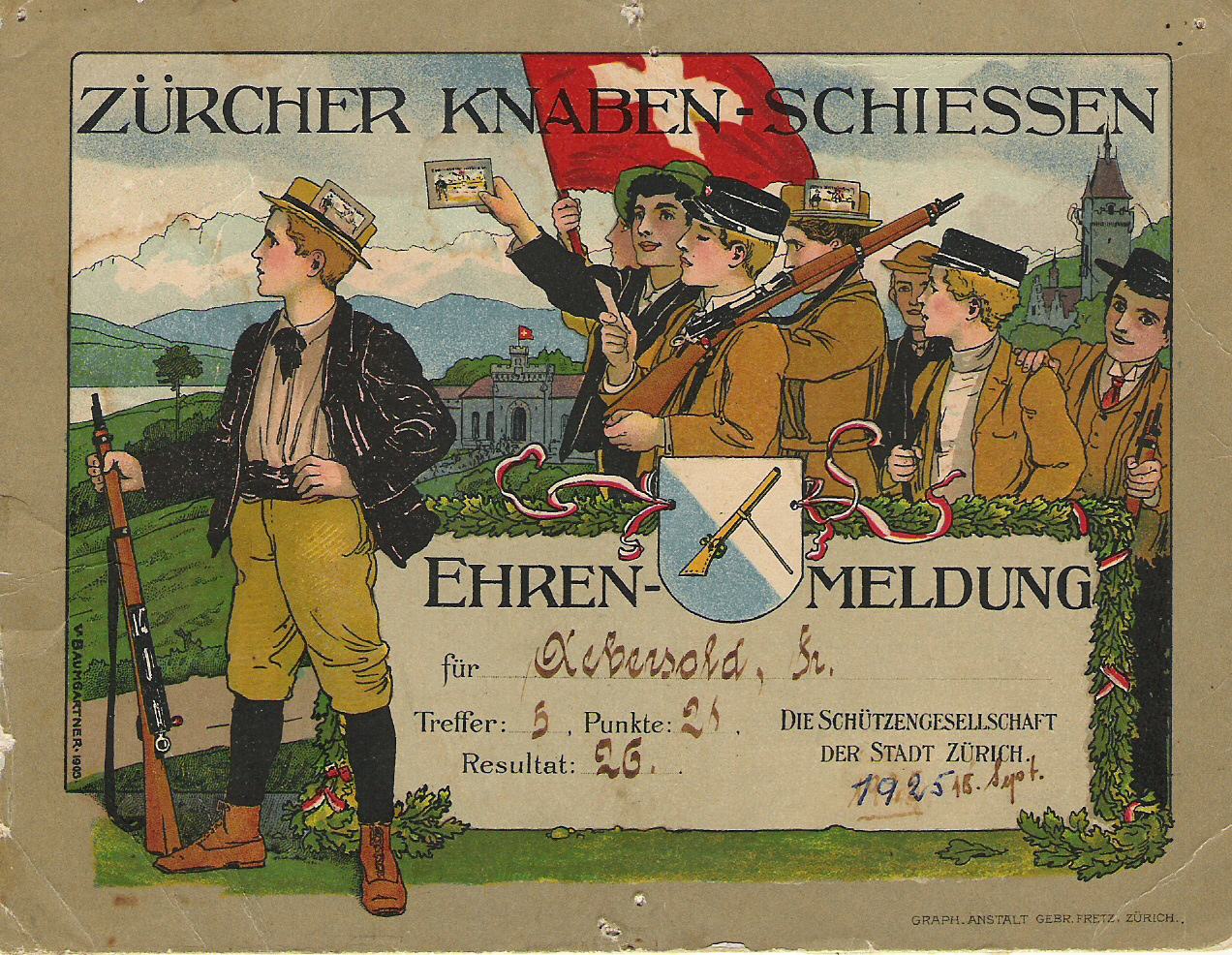

کنابنشیسن (آلمانی: Knabenschiessen؛ تیراندازی پسرها) مراسم سنتی در زوریخ می‌باشد که در طی آن رقابت کنندگان به سمت اهداف خود تیراندازی می‌کنند. این مراسم در هفته دوم سپتامبر هر سال همراه با بازاری در کنار محل تیراندازی و تعدادی وسایل سرگرمی و تفریحی دیگر برگزار می‌شود.

## رقابت کنندگان
رقابت تنها برای سنین بین ۱۳ تا ۱۷ ساله‌هایی که در مدارس کانتن زوریخ درس می‌خوانند مجاز است. از سال ۱۹۹۱ این رقابت برای دختران نیز مجاز شد هرچند نام مسابقه همچنان لغت کنابن (پسرها) را در خود دارد.

## محل برگزاری
این رقابت‌ها در جنوب شرقی غربی شهر زوریخ در منطقه آلبیسگوتلی (آلمانی:Albisgüetli) در دامنه اوتلیبرگ (آلمانی:Üetliberg) برگزار می‌گردد.